# Deinocerites atlanticus
Deinocerites atlanticus är en tvåvingeart som beskrevs av Abdiel José Adames 1971. Deinocerites atlanticus ingår i släktet Deinocerites och familjen stickmyggor. Inga underarter finns listade i Catalogue of Life.